# Kateřina Březinová (amerikanistka)
Kateřina Březinová je česká amerikanistka, s odborným zaměřením za iberoamerický region. Vyučuje na Metropolitní univerzitě Praha, kde vede Iberoamerické centrum a externě přednáší na Filozofické fakultě UK v Praze (Středisko ibero-amerických studií). Spolupracuje s českými médii (Český rozhlas, DVTV), kde komentuje například dění ve Spojených státech.